# Mirzəhaqverdili
Mirzəhaqverdili è un comune dell'Azerbaigian situato nel distretto di Ağcabədi. Conta una popolazione di 466 abitanti.